# 移柱造
移柱造在中國古代木结构建筑中，将若干内柱移位，增加或減少柱距，以達到所需要空間和功能的做法。這種作法常見於宋、遼、金、元時代的建築中。在建築史上，一般認為是因為宋代的《營造法式》限制較少，以致於建築設計能有較彈性創造的空間，才會有移柱造這樣的手法出現。